# Hemerobius elatus
Hemerobius elatus is een insect uit de familie van de bruine gaasvliegen (Hemerobiidae), die tot de orde netvleugeligen (Neuroptera) behoort. 
Hemerobius elatus is voor het eerst wetenschappelijk beschreven door Navás in 1914.